# Sybra neopomeriana
Sybra neopomeriana là một loài bọ cánh cứng trong họ Cerambycidae.